# Capdrot
Capdrot település Franciaországban, Dordogne megyében. Lakosainak száma 461 fő (2022. január 1.). Capdrot Saint-Marcory, Soulaures, Pays-de-Belvès, Gaugeac, Marsalès, Mazeyrolles, Monpazier és Salles-de-Belvès községekkel határos.

## Népesség
A település népességének változása:
| Lakosok száma | 435  | 467  | 502  | 485  | 500  | 485  | 502  | 476  | 463  | 461  |
|               | 1968 | 1982 | 1990 | 2006 | 2013 | 2015 | 2017 | 2019 | 2020 | 2022 |